# Gaz du Cameroun
Gaz du Cameroun est une entreprise camerounaise filiale d'une société britannique, qui explore, exploite et distribue du gaz.

## Histoire
La société, filiale à 100 % de Victoria Oil & Gas est créé en janvier 2007 sous le nom de Rodeo development limited. Elle est rebaptisée Gaz du Cameroun en 2013,. Elle prend 60 % de participations dans le champ gazier de Logbaba. En 2015, Kevin Foo, dirigeant et fondateur en 2004 de Victoria Oil and gaz, et président exécutif de Gaz du Cameroun, nomme à ses côtés l'avocat et ancien consultant de GDC Ahmet Dik au poste de directeur général (CEO) des deux sociétés,.

## Activité
GdC prévoit en 2016 d'allonger la taille du pipe-line qui lui sert à livrer le gaz qu'elle vend à ses clients industriels, et a bénéficié pour ce faire d'un financement bancaire camerounais. 
L'appui technique lui est fourni par sa maison-mère, l'entreprise anglaise Victoria Oil & Gas. Elle exploite des forages onshore sur le site de Logbaba, un quartier de Douala où deux nouveaux puits seront forés en 2016.[réf. nécessaire]